# Medalla y Premio Kelvin
La medalla y premio Kelvin fue instituido por el Consejo de Administración del Instituto de Física del Reino Unido en octubre de 1994, en reconocimiento de la importancia de promover la conciencia pública sobre el lugar de la física en el mundo, su contribución a la calidad de vida y la promoción de la comprensión del mundo físico y el lugar de la humanidad en él.

## Medallistas
- 2015 Christopher Lintott
- 2014 Tim O'Brien y Teresa Anderson
- 2013 Jeff Forshaw
- 2012 Graham Farmelo
- 2011 Jim Al-Khalili
- 2010 Brian Cox
- 2009 John D. Barrow
- 2008 Simon Singh
- 2007 Charles Jenkins
- 2006 Kathy Sykes
- 2005 Heather Reid
- 2004 Michael Gluyas y Wendy Gluyas
- 2003 Peter Barham
- 2002 Peter I. P. Kalmus
- 2001 Paul Charles William Davies
- 2000 Colin John Humphreys
- 1999 John Anthony Scott
- 1998 Lesley Scott Dent Glasser
- 1997 Brian W. Delf
- 1996 Francis Edwin Close